# Districte de Buldana
El districte de Buldana (o Bulthana o Buldhana) és una divisió administrativa de Maharashtra, Índia, a la divisió d'Amravati. La capital és Buldana o Bulthana o Buldhana. El riu principal és el Penganga.

## Superfície i població
La supercicie del districte és de 9680 km². El 1881 mesurava 7262 km², la mateixa que tenia fins a l'agost de 1905 quan va patir modificacions, rebent les talukes de Khamgaon i Jalgaon del districte d'Akola passant a mesurar 9.484 km².
La població segons el cens del 2001 és de 2.232.480 habitants 
- 1867: 366.309
- 1881: 439.763
- 1891: 481.021
- 1901: 423.616 (876 pobles)
- 1905: 613.756

## Administració
Està repartit en cinc subdivisions fiscals (Buldhana, Mehkar, Khamgaon, Malkapur i Jalgaon-Jamod) i 13 talukes:
- Buldhana
- Chikhli
- Deulgaon Raja
- Malkapur
- Motala
- Nandura
- Mehkar
- Sindkhed Raja
- Lonar
- Khamgaon
- Shegaon
- Jalgaon Jamod
- Sangrampur

El 1901 tenia tres talukes: Chikhli, Mehkar i Malkapur, a les que es van afegir Khamgaon i Jalgaon el 1905. Les ciutats principals eren Malkapur, Nandur i Deulgaon Raja.

## Batalles al districte
- Primera batalla de Rohankhed el 1437
- Segona batalla de Rohankhed el 1590
- Batalla de Shakarkhelda el 1724

## Història del districte
Després de l'annexió del 1853, Buldana va formar part del districte de West Berar fins que es va constituir en districte separat el 1864 amb el nom de South-west Berar, nom que només va durar fins al 1865, quan es va dir districte de Mehkar; el 1867 Buldana fou designada capital i el districte va agafar aquest nom.